# Пронино (Смоленская область)
Пронино — деревня в Смоленской области России, в Ельнинском районе. Расположено в юго-восточной части области в 10 км к востоку от города Ельня, на автодороге Р96 Новоалександровский(А101) — Спас-Деменск — Ельня — Починок . В 1,5 км к югу от деревни железнодорожная станция Калошино на линии Смоленск—Сухиничи.
Население — 208 жителей (2007 год). Административный центр Пронинского сельского поселения.